# Epipedobates anthonyi
Epipedobates anthonyi — вид жаб родини дереволазових (Dendrobatidae). Отруйна амфібія.

## Назва
Вид названий на честь американського теріолога Гарольда Елмера Ентоні.

## Поширення
Поширений на південному заході Еквадору та північному заході Перу. Мешкає у тропічних лісах поблизу струмків та невеликих річок на висоті від 150 до 1700 м над рівнем моря.

## Опис
Дрібна жаба завдовжки 1,9-2,6 мм. Тіло темно-червоного забарвлення з декількома жовтяво-білими смугами.

## Спосіб життя
Активні у світлий час доби. Живуть на суші вздовж берега річок. Самці територіальні. Самиця відкладає 15-40 ікринок у лісову підстилку. Кладку охороняє самець протягом двох тижнів. Потім він переносить пуголовків на спині до найближчої водойми, де вони розвиваються. Стадія пуголовка триває 60 днів.